# Apseudes intermedius
Apseudes intermedius är en kräftdjursart som beskrevs av Hansen 1895. Apseudes intermedius ingår i släktet Apseudes och familjen Apseudidae. Inga underarter finns listade i Catalogue of Life.